# Mesothuria rugosa
Mesothuria rugosa is een zeekomkommer uit de familie Mesothuriidae.
De wetenschappelijke naam van de soort werd in 1912 gepubliceerd door Hérouard.